# Inès Boubakri
Inès Boubakri (arab. إيناس بوبكري, ur. 28 grudnia 1988 w Tunisie) – tunezyjska florecistka, brązowa medalistka olimpijska i dwukrotna medalistka mistrzostw świata.
Jest zawodniczką leworęczną. Trenuje we Francji, w klubie w Bourg-la-Reine. Na igrzyskach olimpijskich w Pekinie w 2008 roku zajęła indywidualnie 33. miejsce. Na rozgrywanych cztery lata później igrzyskach w Londynie była piąta. Podczas igrzysk olimpijskich w Rio de Janeiro w 2016 roku wywalczyła brązowy medal w rywalizacji indywidualnej, wyprzedziły ją jedynie Rosjanka Inna Dierigłazowa i Włoszka Elisa Di Francisca. Boubakri została tym samym pierwszą Tunezyjką i Afrykanką w historii, która zdobyła medal olimpijski w szermierce. Brała też udział w igrzyskach olimpijskich w Tokio, gdzie zajęła 20. pozycję.
Na mistrzostwach świata w Kazaniu w 2014 roku wywalczyła brązowy medal w zawodach indywidualnych, ustępując tylko dwóm Włoszkom: Ariannie Errigo i Martinie Batini. Wynik ten powtórzyła podczas mistrzostw świata w Wuxi cztery lata później. Tym razem lepsze okazały się Włoszka i Francuzka Ysaora Thibus. Zdobyła też brąz na igrzyskach śródziemnomorskich w Pescarze (2009), srebro na igrzyskach śródziemnomorskich w Mersin (2013) i złoto na igrzyskach śródziemnomorskich w Tarragonie (2018) oraz złoto podczas igrzysk afrykańskich w Rabacie (2019).
Ponadto zdobyła 14 medali na mistrzostwach Afryki (w tym 11 złotych).
Od 2 sierpnia 2014 roku jej mężem jest francuski florecista Erwann Le Péchoux. Szermierkę uprawiała także jej matka, Henda Zaouali.

## Pekin 2008
| Runda          | Przeciwnik | Państwo | Wynik |
| -------------- | ---------- | ------- | ----- |
| Pierwsza runda | Luan Jujie | Kanada  | 9:13  |

## Londyn 2012
| Runda          | Przeciwnik        | Państwo           | Wynik     |
| -------------- | ----------------- | ----------------- | --------- |
| Pierwsza runda | wolny los         | wolny los         | wolny los |
| Druga runda    | Nicole Ross       | Stany Zjednoczone | 15:8      |
| Trzecia runda  | Astrid Guyart     | Francja           | 15:10     |
| Ćwierćfinał    | Valentina Vezzali | Włochy            | 7:8       |